# Epidendrum frigidum
Epidendrum frigidum är en orkidéart som beskrevs av Jean Jules Linden och John Lindley. Epidendrum frigidum ingår i släktet Epidendrum och familjen orkidéer. Inga underarter finns listade i Catalogue of Life.